# Zaborów (przystanek kolejowy)
Zaborów – przystanek kolejowy w Zaborowie w województwie podkarpackim, w Polsce, na linii Rzeszów Główny – Jasło. Znajdują się tu 2 perony. Przystanek jest obsługiwany wyłącznie przez pociągi Regio spółki Polregio.

## Ruch pasażerski
| Rok  | Wymiana pasażerska na dobę |
| ---- | -------------------------- |
| 2017 | 0–9                        |
| 2022 | 20–49                      |

## Połączenia
- Jasło
- Rzeszów Główny